# Hespagarista
Hespagarista é um gênero de traça pertencente à família Arctiidae.